# 焉録
もしかして
- 蔫録

ではありませんか？